# Rachel Barrett
Rachel Barrett (12 novembre 1874 – 26 août 1953) est une suffragette britannique connue pour son implication dans la Women's Social and Political Union. Au cours de son activité de militante, elle participe aux campagnes électorales britanniques puis elle est rédactrice en chef du journal The Suffragette.

## Jeunesse
Rachel Barret est née en 1874 à Carmarthen au Pays de Galles. Fille de Rees Barrett, géomètre et arpenteur-géomètre et de sa seconde épouse Anne Jones, tous deux gallois,. Elle grandit à Llandeilo où elle habite avec sa mère, son frère aîné Rees et sa petite sœur Janette. Leur père meurt en 1878. Janette et Rachel sont scolarisées au pensionnat de Stroud, puis Rachel décroche une bourse pour l'université d'Aberystwyth. Elle reçoit son baccalauréat en sciences à Londres en 1904. Elle revient enseigner les sciences au Pays de Galles, à Llangefni, Carmarthen et Penarth.

## Début du militantisme
Fin 1906, Rachel Barrett participe à une manifestation pour le droit de vote des femmes à Cardiff. À la fin de l'évènement, Nellie Martel prononce un discours qui motive Rachel Barrett à rejoindre la Women's Social and Political Union. Elle explique qu'elle avait le sentiment qu'il s'agissait de la chose à faire, et que fond d'elle, elle avait toujours été suffragette,.
Dans l'année qui suit, elle participe à l'organisation des réunions d'Adela Pankhurst au Pays de Galles, notamment à Cardiff et Barry. Elle monte sur scène et participe en tant qu'intervenante,,. Elle prend le plus souvent la parole en gallois, parlant au nom de la WPSU. Sa directrice voit d'un mauvais œil cette activité militante, qu'elle juge incompatible avec son rôle d'enseignante, en particulier après qu'Adela Pankhurst et Rachel Barrett aient été enfarinées au cours d'une manifestation. Cet attentat est relayé dans la presse locale, ce qu'elle considère comme une très mauvaise publicité.

### La Women's Social and Political Union

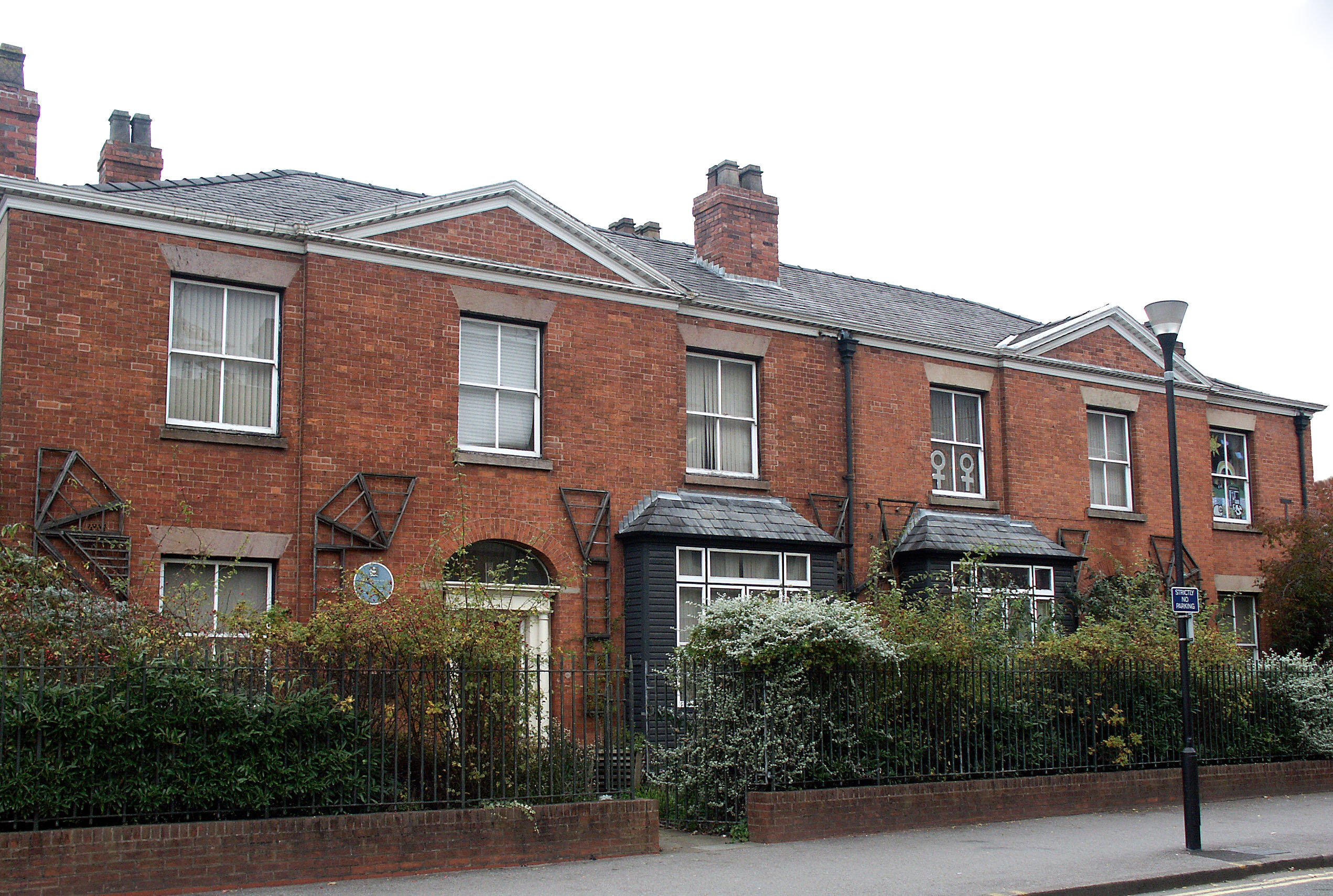
62 Nelson Street, maison où la WSPU fut créée, à Manchester.

La Women's Social and Political Union est fondée le 10 octobre 1903 à Manchester par Emmeline Pankhurst et ses filles Christabel Pankhurst et Sylvia Pankhurst ; elles sont les leaders de ce mouvement. Les membres de la WSPU sont les premières à être connues sous le nom de « suffragettes ». Elles s'opposent aux organisations suffragistes, qu'elles estiment trop modérées. En 1905, Christabel Pankhurst crache sur un policier, ce qui entraîne plusieurs arrestations arbitraires visant la famille Pankhurst.
En 1906, la WSPU installe son siège à Londres, avec l'ambition de peser au niveau national. Le mouvement se développe, notamment grâce au réseau du couple fortuné formé par Emmeline et Frederick Pethick-Lawrence. Il voit dès lors affluer des dons et des adhésions dans tout le Royaume-Uni.

## Départ pour Londres
En juillet 1907, Barrett démissionne et s'installe à Londres. Elle s'inscrit à la London School of Economics, dont les locaux sont juste à côté du siège de la WSPU, afin d'étudier l'économie et la sociologie. Elle souhaite obtenir un doctorat en sciences,. Elle s'engage activement dans la WSPU dès août, en particulier en s'engageant en campagne politique contre le conservateur Walter Guinness dans la circonscription de Bury St Edmunds lors des élections partielles de 1907, avec les suffragettes Gladice Keevil, Nellie Martel, Emmeline Pankhurst, Aeta Lamb, et Elsa Gye.

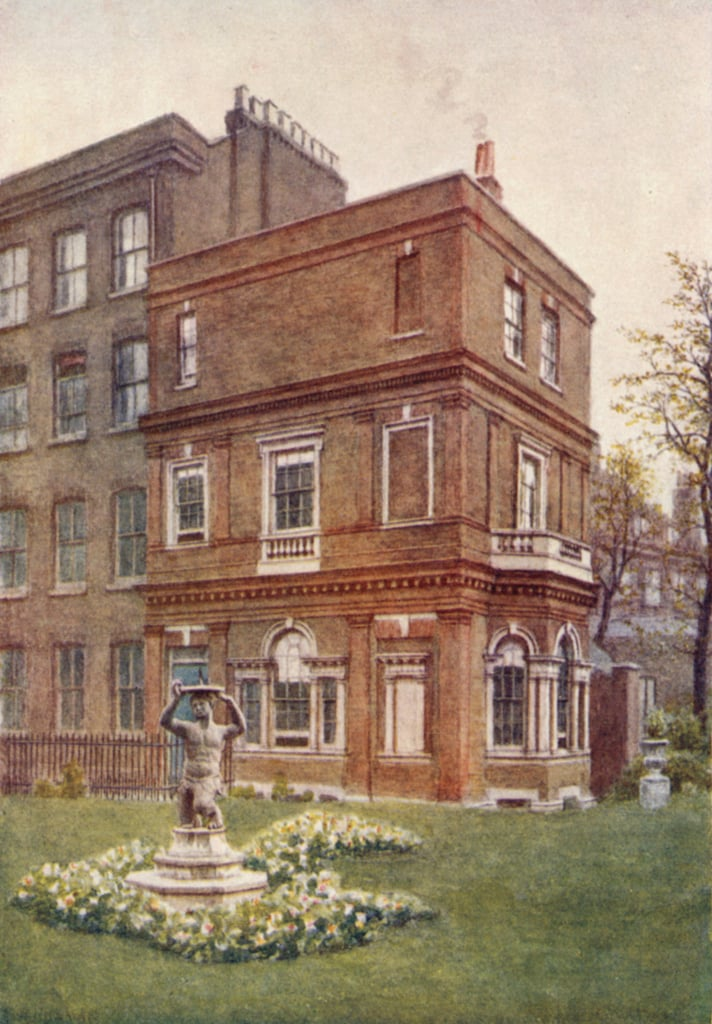
Clement's Inn.

Après la campagne, Rachel Barrett retourne assister à ses cours à la London School of Economics, et passe son temps libre à suivre les activités de la WSPU à l'auberge St Clément, non loin de là. Elle participe néanmoins à quelques opérations de militantisme avec Adela Pankhurst à Bradford, puis profite des congés de la période de Noël 1907 pour militer devant le siège du parti libéral du district de Mid Devon, « brutal et turbulent », puis à Newton Abbot pour les élections partielles de 1908.

## Activité salariée
En 1908, Christabel Pankhurst demande à Rachel Barrett de devenir salariée à plein temps au siège de la WSPU. Elle accepte, bien qu'il lui en coûte d'abandonner ses études à la London School of Economics. Elle considère qu'elle doit répondre à cet appel,.

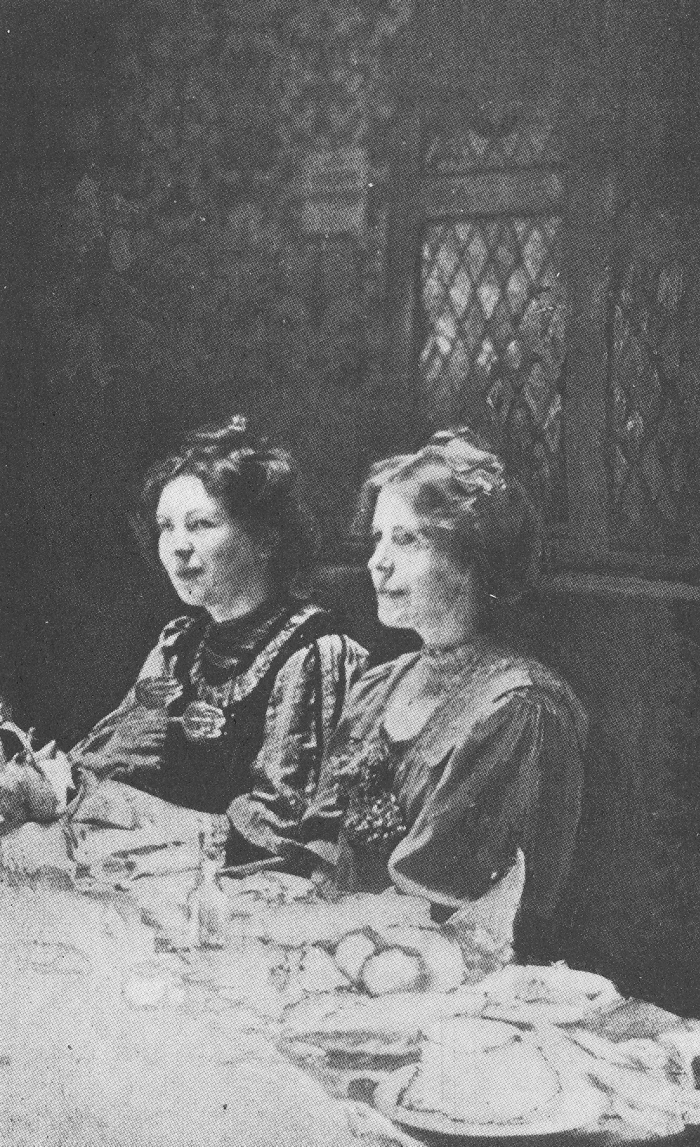
Annie Kenney et Christabel Pankhurst, vers 1911.

Elle se concentre au cours de l'année 1908 sur l'organisation de la campagne de Nottingham, puis des élections partielles de Dewsbury et de Dundee. Elle apporte son soutien aux femmes politiques Helen Fraser, Elsa Gye et Mary Gawthorpe. En juin de cette année, elle est présidente de l'une des plateformes du rassemblement de Hyde Park mais elle se surmène et termine épuisée. Elle doit prendre du repos, y compris une période dans un sanatorium. Une fois remise, elle se rapproche de chez elle et participe à la campagne d'Annie Kenney à Bristol. une fois totalement guérie, elle enchaîne avec la campagne électorale de Newport. 
En 1909, l'étudiante américaine Alice Paul réalise un séjour à Londres pour étudier les mouvements sociaux comme part de son cursus à l'université de Pennsylvanie. Elle y rencontre Emmeline Pankhurst, Lucy Burns, et passe du temps avec Rachel Barrett. Ensemble, elle vendent des copies de Votes for Women - prémisses du futur journal The Suffragette.
En 1910, Rachel Barret est sélectionnée pour accompagner un groupe de femme parler au chancelier de l'Échiquier David Lloyd George. L'objectif de cette réunion est de définir avec lui la position que va soutenir le parti libéral vis-à-vis du Conciliation Bills (en), une proposition de loi pour étendre le droit de vote des femmes au Royaume-Uni. L'entretien dure 2h30, à l'issue duquel Rachel Barrett ressort convaincue que David Lloyd George est contre le droit de vote des femmes et ment quand il dit qu'il va apporter son soutien.
Fin 1910, elle prend en charge l'ensemble des activités de la WSPU au Pays de Galles. Elle installe un siège social à Cardiff. En 2009, Ryland Wallace écrira d'elle qu'elle se donnait corps et âmes à la campagne.

## Rédactrice en chef deThe Suffragette
En 1912, Annie Kenney demande à Rachel Barrett de prendre la suite de Christabel Pankhurst qui a du fuir à Paris pour échapper au raid de la police sur l'auberge St Clément. Annie Kenney considère que Barrett est dévouée et hautement éduquée, qu'elle a toutes les qualités pour conduire la campagne de la WPSU. Elle revient à Londres. En octobre 1912, elle participe au lancement du journal The Suffragette. Elle déclare dans son autobiographie qu'elle accepte le rôle de rédactrice adjointe malgré son absence d'expérience dans le journalisme. À partir de cette période, la Women's Social and Political Union durci le ton, Rachel Barrett confirme qu'elle a conscience que son implication dans l'édition du journal la place en ligne de mire. Elle se rend clandestinement à Paris pour rencontrer Christabel Pankhurst, puis échange avec elle par téléphone tout en ayant conscience que chaque conversation téléphonique est écoutée par Scotland Yard,.
Pendant les deux années suivantes, Rachel Barrett se bat pour parvenir à continuer d'imprimer ce journal, malgré les efforts du Home Secretary pour le faire interdire.
Le 30 avril 1913, au cours d'une descente de police, toutes les personnes présentes au siège social de la WSPU sont arrêtées, incluant Beatrice Sanders, Rachel Barrett, Flora Drummond, Annie Kenney, Agnes Lake et Harriet Kerr,. Rachel Barrett est condamnée à 9 mois de prison pour « incitation à la destruction de bien public ». Elle est conduite à la prison de Holloway. Elle entame immédiatement une grève de la faim. On la déplace alors à la prison de Canterbury. Après 5 jours, elle est mise en liberté provisoire dans le cadre du "Cat and Mouse Act". Elle entre en convalescence à la Campden Hill, dite "Mouse Castle" chez la famille Brackenbury pendant 3 semaines. À sa sortie, elle est immédiatement réarrêtée. Elle reprend sa grève de la faim, est libérée après 4 jours, retourne à la Mouse Castle. Elle parvient à participer à quelques réunions en se déguisant, mais est reprise. Après une troisième grève de la faim, elle est libérée provisoirement une troisième fois. Cette fois elle parvient à se soustraire aux autorités. Elle se réfugie à Edimbourg jusqu'en décembre 1913.
En décembre 1913, elle revient secrètement à Londres pour reprendre son travail à l'édition du journal. Elle vit cachée dans une chambre secrète de la Lincoln's Inn House.
En mai 1914, après une nouvelle descente de police au siège du journal, elle se rend clandestinement à Paris et avec Christabel Pankhurst elles décident de déménager les imprimantes à Édimbourg où les risques seront moins grands. Avec l'aide d'Ida Wylie, Rachel Barrett, qui prend le pseudonyme « Miss Ashworth » pour échapper à la police, y déplace le journal où elles poursuivent le travail jusqu'à la déclaration de guerre du Royaume Uni le 4 août 1914. La dernière édition est publiée la semaine suivante. En septembre 1914, Christabel Pankhurst revient en Angleterre.

## Première Guerre mondiale
De la même façon que la majorité des autres suffragettes, Rachel Barrett soutient l'action militaire britannique pendant la guerre. Elles arrêtent leurs actions militantes afin de mieux servir la patrie.
Le journal The Suffragette est renommé Britannia le 15 octobre 1915. La ligne éditoriale change, soutenant l'effort de guerre mais sans perdre le fond féministe. Le journal appelle à la conscription militaire des hommes et à la conscription industrielle des femmes pour le service national. Sont publiés également des articles sur les compétences des « fabricantes de munitions », et encourageant les femmes à étudier les sciences et l'ingénierie.
En 1916, Rachel Barrett contribue à la mise en place d'un « fonds de la victoire » pour soutenir quelques mouvements de grèves dans l'industrie, et pour lutter contre « une paix de compromis ». 

## Après la guerre
Le 7 février 1918, le droit de vote est accordé à certaines femmes lors de l'adoption du Representation of the People Act 1918. Rachel Barrett continue d'œuvrer à une émancipation complète, qui sera obtenue finalement le 2 juillet 1928.

### Relation avec Ida Wylie

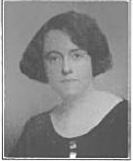
I. A. R. Wylie en 1921.

Pendant leurs années à la tête du journal The Suffragette, Rachel Barrett et l'autrice australienne Ida Wylie sont devenues de grandes amies. En 1919, elles partent au États-Unis pour un road trip de plus d'un an. Elles achètent une voiture, sillonnent le pays, de New York à San Francisco. Elles sont enregistrées lors d'un recensement en 1920 à Carmel-by-the-Sea. Wyllie y est déclarée cheffe de famille et Barrett son amie,.
En 1928, le livre Le Puits de solitude fait l'objet d'un procès qui aboutit à l'ordonnance de destruction du livre pour obscénité et immoralité. En effet, l'œuvre fait scandale pour son sujet, le lesbianisme. D'autant que l'autrice Radclyffe Hall vit en couple avec sa compagne Una Troubridge. Rachel Barrett et Ida Wylie leur apportent leur soutien.
I. A. R. Wylie s'installe ensuite définitivement à Hollywood, Rachel Barrett rentre au Royaume-Uni, mais elles restent proches.
Bien qu'elles n'aient jamais déclaré publiquement leur homosexualité, plusieurs auteurs ont identifié Ida Wylie comme lesbienne,,

## Retour en Angleterre
En 1929, Barrett est nommée secrétaire du « Comité de campagne pour l'égalité des droits politiques », une organisation qui recherche l'égalité entre les hommes et les femmes dans toutes les sphères politiques.

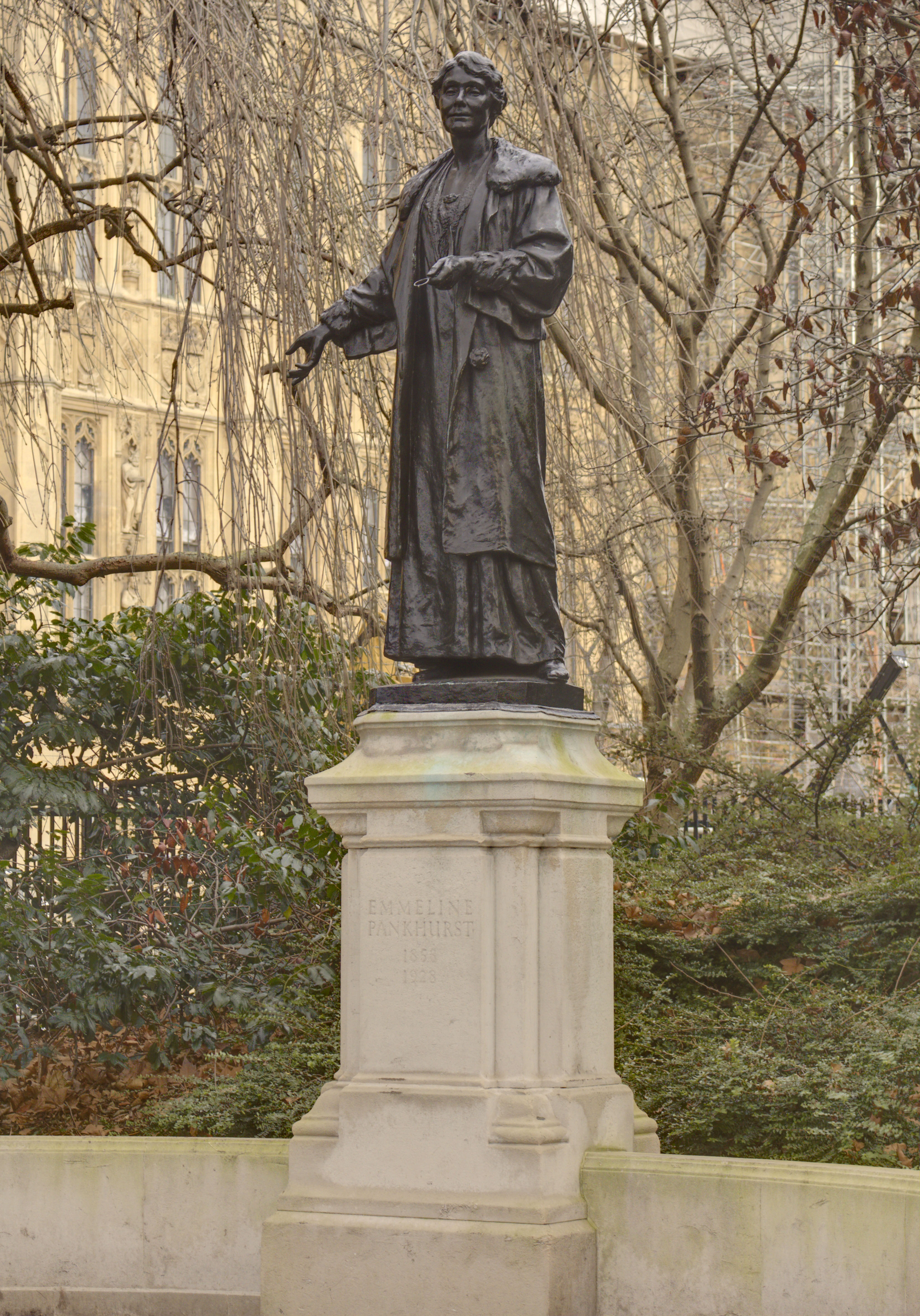
La statue d'Emmeline Pankhurst à Westminster. Barrett a joué un rôle clé dans la collecte des fonds nécessaires à l'érection de ce mémorial.

Rachel Barrett organise une collecte de fonds pour ériger une statue à Emmeline Pankhurst dans les jardins de la tour Victoria à côté du palais de Westminster. Elle organise cette campagne à une échelle internationale et contacte d'importants donateurs parmi les militants canadiens et américains.
Rachel Barrett est membre de l'association Suffragette Fellowship dès sa création par Edith How-Martyn en 1926. Elle s'installe à Sible Hedingham, à Lamb Cottage. Elle est membre active du British Women's Institute jusqu'en 1948.
Kitty Marshall et Rachel Barrett vivent non loin l'une de l'autre. Elles essayent en vain de faire publier les mémoires de Marshall à la fin des années 40.

## Fin de vie
Rachel Barrett meurt d'une hémorragie cérébrale le 26 août 1953 à la maison de retraite Carylls de Faygate, dans le Sussex. Elle avait 78 ans. Dans son testament, Barrett fait d'Ida Wylie son héritière, à l'exception de sa maison Lamb Cottage qu'elle laisse à sa nièce Gwyneth Anderson qui y vivait avec son mari le poète britannique John Redwood Anderson.